# José Luis Jerez
José Luis Jerez Cerna (Santiago del Cile, 26 giugno 1978) è un ex calciatore cileno, di ruolo centrocampista.

## Palmarès

### Club

#### Competizioni nazionali
- Campionato cileno: 5

Unión Española: Apertura 2005
Colo-Colo: Apertura 2006, Clausura 2006, Apertura 2007, Clausura 2007